# Isla El Llorón
Isla El Llorón är en ö i Mexiko. Den ligger i sjön Infiernillo i delstaten Guerrero, i den södra delen av landet.